# Archie Edwards
Archie Edwards (4 septembre 1918 - 18 juin 1998) est un guitariste, chanteur et compositeur de blues américain, ainsi que barbier et instituteur.

## Biographie
Il naît dans une ferme près d'Union Hall (Virginie), troisième fils des douze enfants de Roy et Pearl Edwards. Ses premières expériences musicales viennent de son père qui était connu dans sa région comme joueur de banjo, guitare slide et harmonica. Il s'intéresse très tôt à la guitare, en écoutant son père et les amis musiciens qui jouent à la maison. Il commence à jouer au début des années 1930 avec trois de ses frères. Il apprend des chansons de son père et de ses amis. Lui et son frère Robert en apprennent aussi en écoutant les disques d'autres musiciens comme Blind Lemon Jefferson, Blind Boy Fuller, et surtout Mississippi John Hurt.
Très vite il doit aller travailler à la scierie du pays. Il joue avec d'autres ouvriers pendant les pauses et revient le samedi soir pour jouer à la maison.
En 1937 il part de la maison et trouve grâce à une de ses sœurs un emploi de cuisinier et chauffeur pour une famille du New Jersey pendant deux ans.
Pendant la guerre, il s'engage dans l'armée et fera la police militaire dans la zone pacifique et débarquera à Okinawa pour préparer l'invasion du Japon.
Démobilisé il apprend la maçonnerie à Washington DC puis s'installe à Richmond comme barbier. Il retourne peu après à Washington pour faire conducteur de camion et garde fédéral ; il prendra sa retraite en 1981. Parallèlement, il ouvre une boutique de barbier en 1959, où se rencontre tous les musiciens du quartier. Il y rencontrera son héros, Mississippi John Hurt.
Ils deviennent amis et jouent souvent ensemble, souvent avec Skip James, que ce soit dans la boutique ou dans les clubs de la ville. Après la mort de John Hurt en 1966, il devient le continuateur de John Hurt, mais il essaye de se détacher de cette réputation. Pour prouver son indépendance, il écrit "The Road Is Rough and Rocky" et redémarre sur la scène du blues.
Il est redécouvert en 1978 par Axel Küstner, de passage à Washington. Il l'invite à la tournée européenne d'American Folk Blues Festival. Il enregistrera son premier album Living Country Blues, Volume Six: "The Road Is Rough and Rocky", pour L+R.
De retour d'Allemagne il cherche des partenaires et fonde un groupe avec Eleanor Ellis et Flora Molton. Ils joueront aux États-Unis, au Canada et feront une tournée en Europe avec Charlie Musselwhite en 1987.
Il meurt chez lui à Seat Pleasant (Maryland).

## Discographie
- The Road Is Rough And Rocky / Circle Line Boat (45 tr) (1977)
- Living Country Blues USA Vol. 6 Archie Edwards: The Road Is Rough And Rocky  (1982)
- Blues 'N Bones  (1989)
- The Toronto Sessions, Vol. 1 ( (2001) (enregistré en juin 1986)